# 飯田浩志
飯田 浩志（いいだ ひろし、1976年11月6日 - ）は、日本の元・俳優・声優、演出家。東京桜組主宰。栃木県宇都宮市出生、下都賀郡大平町（現・栃木市）出身。

## 来歴・人物
大平町立大平中央小学校（現：栃木市立大平中央小学校）、大平町立大平南中学校（現：栃木市立大平南中学校）時代はサッカー少年だった。栃木県立栃木南高等学校、桐朋学園芸術科演劇コース卒業。
劇団新人会、アーツビジョン、フリー期間を経て2004年10月1日からシグマ・セブンに所属。2001年に演劇集団東京桜組を設立。2008年6月1日、東京桜組がマネジメント業務を開始すると同時にシグマ・セブンから東京桜組に移籍。
槇大輔が代表を務める「語座」の座員でもあった。
日本サッカー協会公認審判員（2級）の資格を有する。
2009年5月、東京桜組プロデュース公演『動物園物語』をもって俳優業を引退した。
2012年現在はFMカオンの『福祉ラジオ・みんなに元気届け隊!!』のパーソナリティを担当している。
2017年8月横浜桜座プロデュースリーディング公演『くちづけ』於 space早稲田にて俳優復帰。
現在は一般社団法人グランツの代表理事を務め、横浜桜座のプロデューサーとして活動している。

## 出演作品

### テレビドラマ
- 大河ドラマ『徳川慶喜』（1998年、NHK）
- 金曜時代劇『しくじり鏡三郎』（1999年、NHK）
- リング〜最終章〜（1999年、フジテレビ）
- 恋愛結婚の法則（1999年、フジテレビ）

### テレビアニメ
2000年
- 銀装騎攻オーディアン（エドガー・アンダーソン、向井真一 他）
- ダイノゾーズ（ダイノカスモス）
- BOYS BE…（菱沼仁、主人、男子生徒 他）
- 無敵王トライゼノン（ハンス・ゼノ、幕僚）

2001年
- ギャラクシーエンジェル（ロディ・リーフマン、おサル、軍司令官、電話の声A）
- 激闘!クラッシュギアTURBO（アナウンサー、司会）
- チャンス〜トライアングルセッション〜（司会者）

2002年
- Witch Hunter ROBIN（運転手、少年B、隊員）
- ギャラクシーエンジェル（第3期）（バトラー軍曹）
- SAMURAI DEEPER KYO（黒蠍）
- ヒートガイジェイ（男A）
- まほろまてぃっく〜もっと美しいもの〜（幹部B）

2003年
- AVENGER（黒服ドール）
- E'S OTHERWISE（マキシム・フェラー）
- クラッシュギアNitro（アナウンサー、司会）
- D.C. 〜ダ・カーポ〜（男子生徒2）
- 人間交差点（チーマーB）
- 魔法遣いに大切なこと（加藤剛〈ケラ〉[8]）

2004年
- この醜くも美しい世界（担任）
- スクールランブル（監督）

2005年
- 交響詩篇エウレカセブン（通信士C）
- まほらば Heartful days（巧、カエル男爵 他）

2006年
- かしまし 〜ガール・ミーツ・ガール〜（森見、マスコミ）
- ガラスの艦隊（ヘクター[9]）
- 恋する天使アンジェリーク 〜心のめざめる時〜（村人）
- タクティカルロア（オペレーターB）
- ハチミツとクローバーII（城山）
- 無敵看板娘（客、アンパイア、ドロボウ、男子生徒、竿竹屋、会社員2、ブラックスター、客A、客C、花見客1）
- REC（社員、音響監督、男性アナ、ゲームプロデューサー）

2007年
- おおきく振りかぶって（吉、柴、本山裕史、涼音の父 他）
- Over Drive（観客）
- 風のスティグマ（高松隆志）
- キミキス pure rouge（男子生徒）
- きらりん☆レボリューション（タベルンジャーレッド）
- 月面兎兵器ミーナ（ロッタ星人、係員、ラビットイレイザー）
- げんしけん2（コミフェスの男B、泥棒男、男性面接官）
- 地獄少女 二籠（店主、生垣誠人）
- 神曲奏界ポリフォニカ（メカニック）
- 逮捕しちゃうぞ フルスロットル（刑事）
- Devil May Cry（走り屋）
- ぼくらの（キリエ父）
- 魔人探偵脳噛ネウロ（パンタロン）
- もやしもん（鑑識、講師、覆面男A、ウェイター、教授）
- ロミオ×ジュリエット（アブラム、御者 他）

2008年
- 狂乱家族日記（超常現象対策局局長、斎藤、隊員C、男性局員B）
- ネオ アンジェリーク Abyss（住民）
- 破天荒遊戯（村人）
- Mnemosyne-ムネモシュネの娘たち-（男）

### OVA
2003年
- アーリーレインズ（手下）

2006年
- 灼眼のシャナSP（旅館の主人）
- BALDR FORCE EXE RESOLUTION（研究員）

2008年
- デンキネコ
- 呂布と貂蝉

### 劇場アニメ
2006年
- 銀色の髪のアギト

2007年
- ストレンヂア 無皇刃譚
- 劇場版 空の境界（昭野）

### Webアニメ
2006年
- 幕末機関説 いろはにほへと（隊士、兵士）

### ゲーム
2000年
- BLOOD THE LAST VAMPIRE（少年）
- ヘキサムーン・ガーディアンズ

2002年
- トライアングルアゲイン

2007年
- SDガンダム GGENERATION SPIRITS

2008年
- 魔人探偵脳噛ネウロ ネウロと弥子の美食三昧 推理つきグルメ&ミステリー（吉田伝介）

### 特撮
2001年
- 百獣戦隊ガオレンジャー（ハリガネオルグの声）

2003年
- 爆竜戦隊アバレンジャー（爆竜ステゴスライドンの声、所員）
- 爆竜戦隊アバレンジャー DELUXE アバレサマーはキンキン中!（爆竜ステゴスライドンの声）
- 爆竜戦隊アバレンジャースーパービデオ オール爆竜爆笑バトル（暴竜ステゴスライドンの声）

### CD
- サクラ大戦 ドラマCD 巴里のクリスマス
- セイント・ビースト ドラマCD3（下位天使C、魔物C）
- 悪魔で候（神崎真）
- 爆竜戦隊アバレンジャー 『ダイノアーススペシャル! 伝説の腕輪と五つのアバレスピリッツ』（爆竜ステゴスライドン）
- 天高く、雲は流れ（エイカ）
- ドラマCD SNOW（旅人）
- ラジオドラマCD 金のギャラクシーエンジェル（ケーキ屋さん、侵略者）
- ラジオドラマCD 銀のギャラクシーエンジェル（ジェームス）

### ラジオ
- 福祉ラジオ・みんなに元気届け隊!!（2012年、FMカオン）
- 飯田浩志の夢・冒険びと（2013年、FMカオン）

### その他
- 子ども放送局（国立青少年教育振興機構によるウェブサイト、ナレーション）